# Sis dies de Washington
Els Sis dies de Washington va ser una cursa de ciclisme en pista, de la modalitat de sis dies, que es va córrer a Washington DC (Estats Units d'Amèrica). La seva primera edició data del 1940.

## Palmarès
| Any     | Primers                              | Segons                      | Tercers                           |
| ------- | ------------------------------------ | --------------------------- | --------------------------------- |
| 1940    | Cesare Moretti Jr · William Peden    | Heinz Vopel · Jules Audy    | Archie Bollaert · Charly Yaccino  |
| 1941-47 | No disputats                         |                             |                                   |
| 1948    | Emile Bruneau · Arne Werner Pedersen | Ben Remkes · Chris van Gent | Howard Rupprecht · George Shipman |